# 에드워드 불워리턴

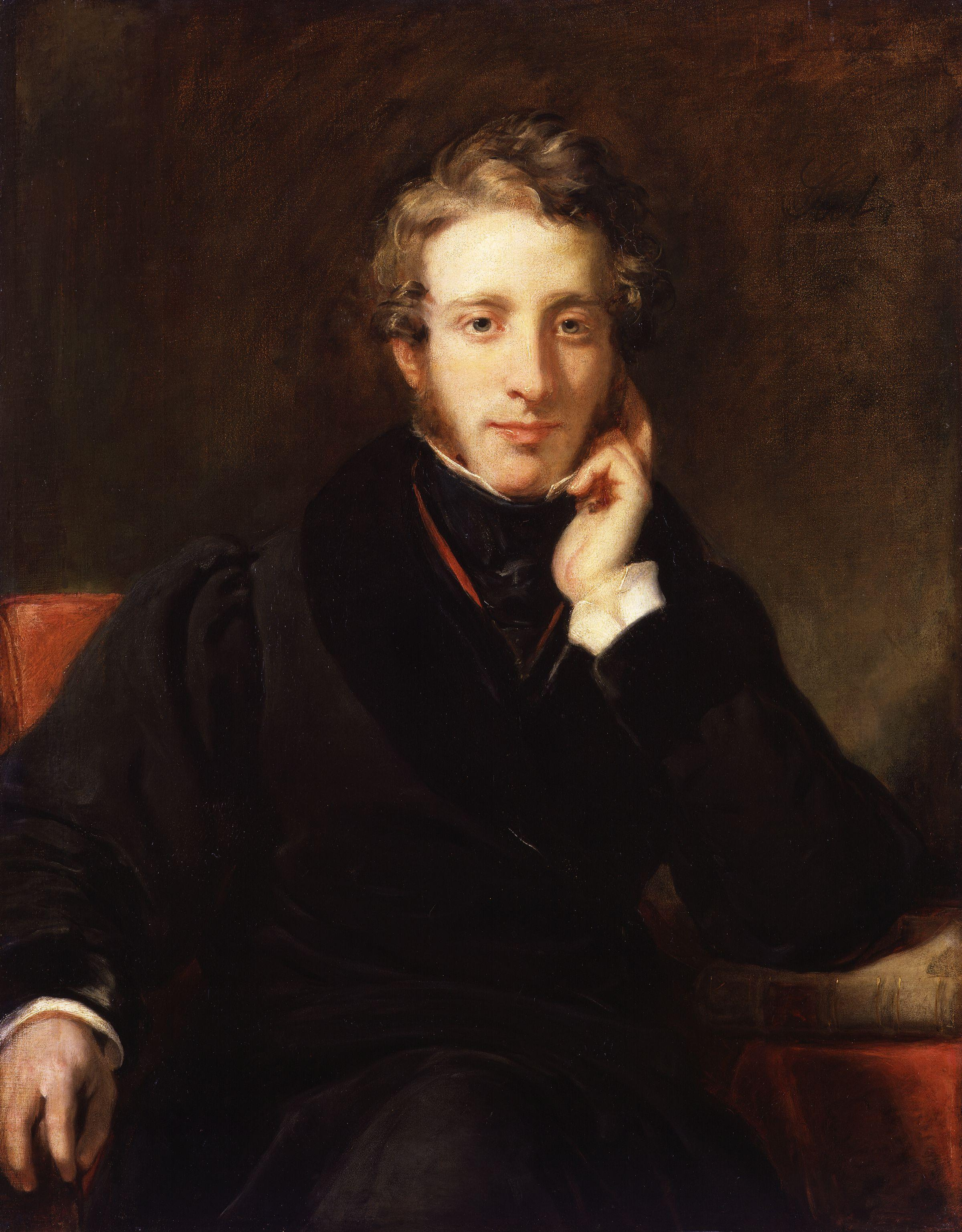
1831년경의 초상화

제1대 리턴 남작 에드워드 불워리턴(Edward George Earle Lytton Bulwer-Lytton, 1st Baron Lytton, 1803년 5월 25일 ~ 1873년 1월 18일)은 영국의 소설가, 극작가이자 정치인이다. 케임브리지 대학교를 졸업하고 언론인으로 활약하였다. 식민지 관청의 비서관 등을 지내고 만년에는 글래스고 대학교 총장을 역임하였다.
상원의원을 지내기도 한 그는 교묘한 표현 기법으로 많은 통속 소설을 썼는데, 대표적인 작품으로 《폼페이 최후의 날》이 유명하다. 그 밖의 작품으로는 《리엔지》, 《펠럼》, 희곡 《금》 등이 있다.

## 폼페이 최후의 날
폼페이 최후의 날(영어: The Last Days of Pompeii)은 에드워드 불워 리턴 이 1834년에 발표한 역사 소설이다. 서기 79년, 베수비오 화산 폭발로 인해 화산재에 묻혀 사라진 로마 제국의 도시 폼페이를 무대로 한다.

## 서훈
- 1838년 준남작위 서임
- 1866년 리턴 남작으로 승작

## 같이 보기
- 제2대 리턴 백작 빅터 불워리턴